# Хаханов, Александр Соломонович
Александр Соломонович (Хаханашвили) Хаханов (1864—1912) — российский и грузинский учёный, филолог, историк, этнограф.

## Биография
Родился в Гори 3 (15) января 1864 года; сын священника, преподававшего Закон Божий и грузинский язык в Горийском уездном училище. Первоначальное образование получил в уездном училище, где преподавал отец (1872—1877). Продолжил обучение в 1-й Тифлисской гимназии, которую окончил с золотой медалью в 1884 году. Поступил на историко-филологический факультет Московского университета. За дипломную работу «Византийское общество и греческая церковь в эпоху Koмнинов» был в 1888 году награждён серебряной медалью и оставлен при факультете для подготовки к профессорскому званию.
В 1889 году был приглашён преподавать грузинский язык в Лазаревский институт восточных языков, где проработал до конца жизни; с декабря 1894 года исправлял должность доцента. Одновременно, с 1900 года читал в Московском университете лекции по грузинской истории и литературе в качестве приват-доцента. Преподавал также в 1-й московской женской гимназии.
Ещё студентом опубликовал ряд этнографических очерков в «Сборнике материалов по этнографии, издаваемом при Дашковском музее» и в «Этнографическом обозрении». Помимо этнографии, работал и по истории Грузии, её археологии и истории её словесности. Главный труд Хаханова — «Очерки по истории грузинской словесности» (4 выпуска, Москва, 1895, 1897, 1902, 1906) представляет собой обзор памятников устной и письменной литературы с древнейших времен до конца XVIII века. Статьи же, посвященные А. С. Хахановым грузинским писателям XIX века в журналах («Русская мысль», «Жизнь», «Кавказский вестник» и др.), составили четвёртый выпуск «Очерков».
Первые печатные работы Хаханова на грузинском языке: «Следы народной поэзии в грузинской летописи» и «Крепостное право в Грузии до присоединения её к России» (Тифлис, 1890) выявляют в нём воспитанника Московского университета — ученика профессоров В. И. Герье, П. Г. Виноградова, В. О. Ключевского и В.Ф. Миллера.
Интерес к археологической работе появился у него после публикации древних грузинских надписей, собранных в 1886 году первой кавказской экспедицией Московского археологического общества. Строгий историко-критический метод был применён им в разработке «Источников по введению христианства в Грузии» и в монографии «Древнейшие пределы расселения грузин по Малой Азии» (М., 1890 и 1892). В 1892, 1893 и 1895 годах во время самостоятельных экспедиций им был собран обширный материал для VII тома «Материалов по истории Кавказа», изложенный в «Археологической экскурсии на Кавказ» (Москва, 1897).
Из других работ А. С. Хаханова, число которых доходит до восьмидесяти, следует отметить издание «Калилы и Димны» и «Балавара и Иоасафа», грузинский текст с переводом (М., 1898, 1902), отрывков из метафизики и философии грузинского католикоса Антония (М., 1902), грузинские дворянские акты (М., 1894), церковные акты, или гуджары (Кутаиси, 1893), каноны Иоанна Постника и правила VI вселенского собора (М., 1902), «Барсова кожа», поэма XII Руставели по рук. моск. арх. иностр. дел (М., 1898).
А. С. Хаханов напечатал на французском языке «Φυσιολογος en traduction géorg.» (II., 1898); «Histoire de Géorgie» (II., 1900); «La situation des arméniens dans le royaume de Géorgie» («Journ. Asiat.», 1898, март-апр.); на немецком языке: «Ueber den gegenwärtigen Stand der grusinischen Philologie» и «Grusisches Bruchstück der Kalilag u. Dimnag» («Wiener Zeitschr. f. d. Kunde d. Morgenl.», VII и XIV т.).
Хаханов принимал участие почти во всех кавказских изданиях (русских и грузинских), среди которых, в частности, «Русские ведомости», «Русская мысль», «Этнографическое обозрение», «Вестник Европы», «Журнал для всех», «Жизнь», «Юридический вестник», «Вестнике всемирной истории» и других.
Состоял также преподавателем истории и русской словесности в московских женских гимназиях, где вёл литературные беседы на темы из русской литературы XIX века. О способе и результате этих бесед А. С. Хаханов напечатал несколько статей в «Вестнике воспитания», в 1895 и 1899 годах. С января 1893 года был действительным членом Московского археологического общества (член-корреспондент с ноября 1888).
Был одним из авторов «Энциклопедического словаря Брокгауза и Ефрона», в своих работах неоднократно подчёркивал большое культурно-историческое значение присоединения Грузии к России.
После изучения привезённых из Сванетии в 1895 году графиней П. С. Уваровой фотографий, сделанных с надписей на грузинском языке и с рукописных грузинских Евангелий, опубликовал статью «Сванетские рукописные Евангелия» («Материалы по археологии Кавказа». Т. X.), в которой утверждал древность Адышского Евангелия. Его планам выпустить критическое издание текста грузинских Евангелий помешала ранняя смерть.
На выборах в 1-ю государственную думу был выборщиком от Горийского уезда и одним из кандидатом в думу; чтобы стать депутатом не хватило двух голосов.
Скончался из-за скоротечной чахотки 25 июля (7 августа) 1912 года, под Самарой. Похоронен в Тбилиси, на Мтацминда — пантеоне грузинских писателей и общественных деятелей. Завещал свою библиотеку Лазаревскому институту восточных языков.